# Achun
Achun é uma comuna francesa na região administrativa de Borgonha-Franco-Condado, no departamento de Nièvre. Estende-se por uma área de 24,51 km². Em 2010 a comuna tinha 161 habitantes (densidade: 6,6 hab./km²).